# 尚帕尼奥勒
尚帕尼奥勒（法語：Champagnole，法語發音：[ʃɑ̃paɲɔl]），法国东部城市，勃艮第-弗朗什-孔泰大区汝拉省的一个市镇，隶属于隆斯勒索涅区，其市镇面积为20.18平方公里，2022年1月1日时人口数量为8,035人，是该省人口第四多的市镇，在法国城市中排名第1,313位。
尚帕尼奥勒位于汝拉省中东部，汝拉山北麓的一处山谷之中，安河流经此地。尚帕尼奥勒历史上长期为一个封建领地，当地的领主宅邸在法国大革命期间被烧毁，现代尚帕尼奥勒是一个区域性的中心城市，法国国道N5线、“云雀铁路”以及多条省道在此交汇，旅游业是当地主要的经济支柱。

## 地名来源
“尚帕尼奥勒”一名可能来源于奥克语单词，意为“平原上的农田”，与现代法语单词（田野）以及（香槟）的词根相同。

## 历史

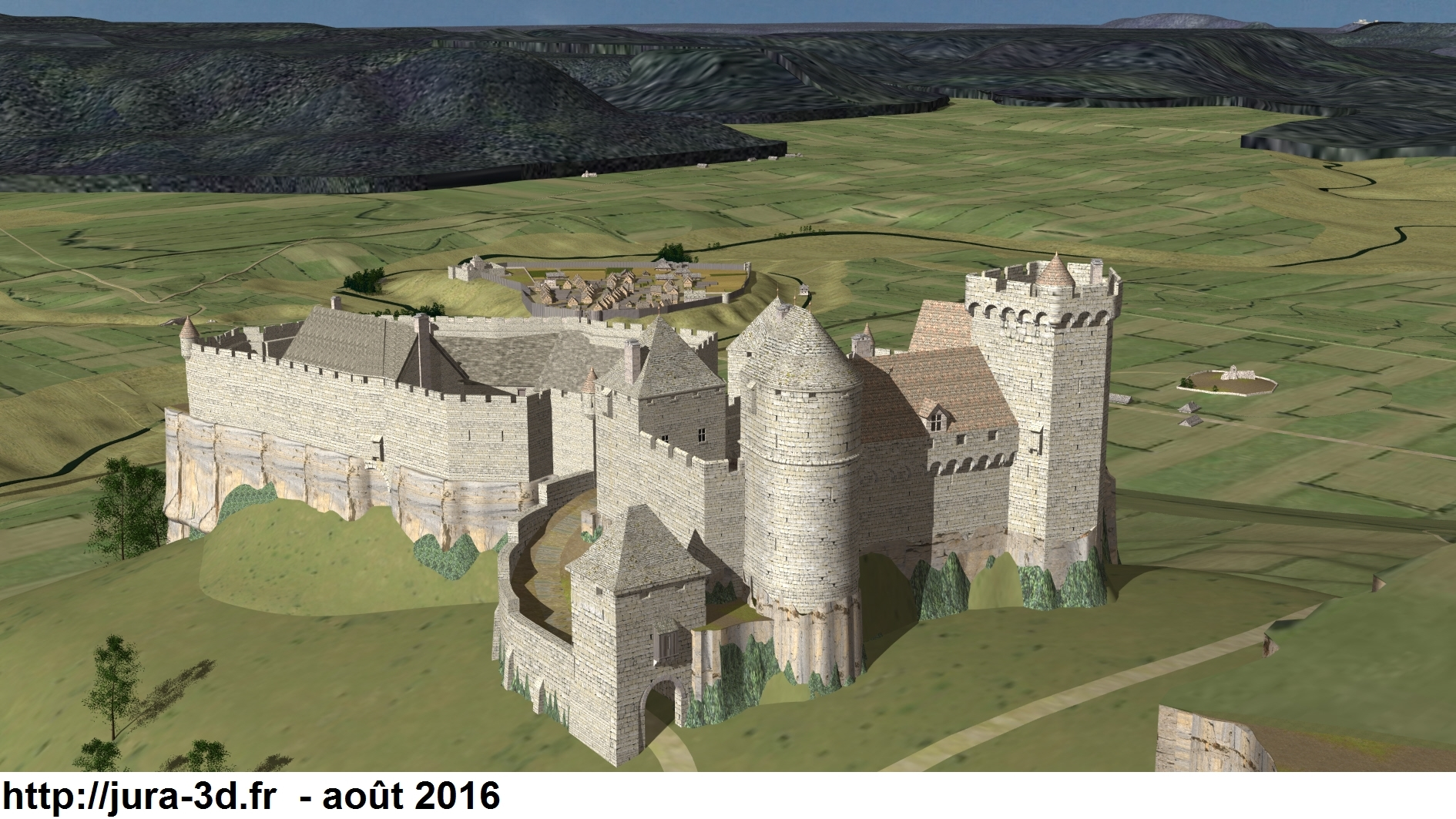
蒙里韦勒城堡还原模拟图

尚帕尼奥勒的早期历史尚缺乏明确记载，中世纪中期，当地为贝桑松主教的一处领地。1320年，贝桑松子爵于格一世为尚帕尼奥勒颁布市镇宪章。15世纪末，路易十一曾带领军队占领此地，并烧毁了当地的蒙里韦勒城堡。法国大革命期间，尚帕尼奥勒境内的巴莱尔讷修道院被烧毁，而尚帕尼奥勒则成为汝拉省的一个市镇。工业革命期间，纵贯汝拉省东部的“云雀铁路”建成，此后又有多个方向的铁路在此交汇，尚帕尼奥勒逐渐成为一个区域性的工商业中心。20世纪初，尚帕尼奥勒市区人口快速增加，市中心的“格朗街”（Grand'Rue，意为“大街”）成为当地的主干街道，沿街出现了大批新式建筑。1964年7月27日，尚帕尼奥勒附近的一处煤矿发生垮塌事故，造成7人遇难。

## 地理

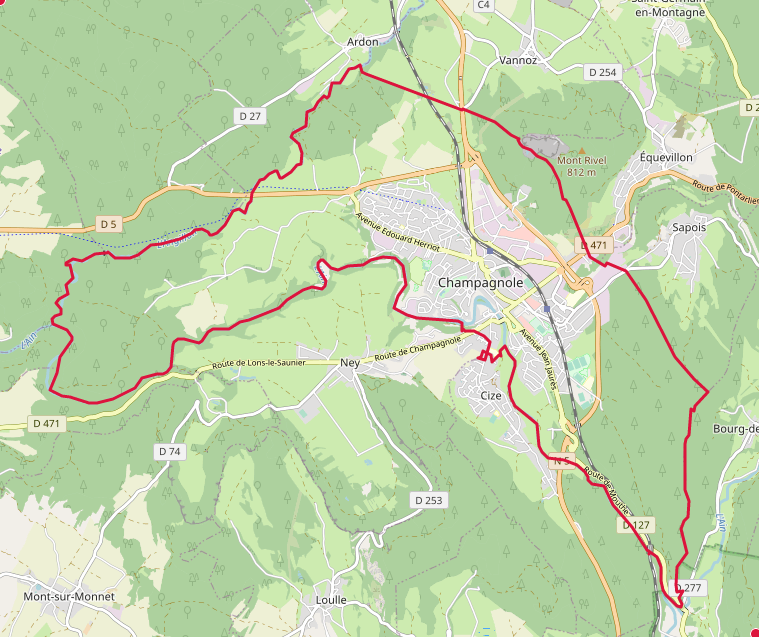
尚帕尼奥勒市镇范围地图

尚帕尼奥勒位于法国东部，勃艮第-弗朗什-孔泰大区东南部和汝拉省中东部，距离省会隆斯勒索涅大约35公里。与尚帕尼奥勒接壤的市镇包括：阿尔东、锡罗堡、锡兹、克罗特奈、埃克维永、莫内城、蒙特龙、内村、蓬迪纳瓦、萨普瓦、锡亚姆、瓦诺。

### 地形
尚帕尼奥勒位于汝拉山北麓的一处河谷之中，该区域以丘陵为主，市中心地势相对平坦，四周则被山峦环绕，全境海拔在476到783米之间。

### 水文
安河自东南向西北流经市区西南部，该河是罗讷河的支流，后者为法国五大河流之一。此外安河的右岸支流隆代讷河（La Londaine）亦在尚帕尼奥勒与其交汇。

### 植被
尚帕尼奥勒属于温带落叶林区，贝勒弗里斯公园（Parc de Belle-Frise）是当地主要的城市公园，林地则广泛分布于河流两岸以及四周的山坡上。

### 气候
尚帕尼奥勒在柯本气候分类法中属于带有山地特征的温带海洋性气候。
尚帕尼奥勒境内设有气象站，以下为该气象站的数据（其中日照数据取自多勒）：
| 尚帕尼奥勒1981年－2019年 | 尚帕尼奥勒1981年－2019年 | 尚帕尼奥勒1981年－2019年 | 尚帕尼奥勒1981年－2019年 | 尚帕尼奥勒1981年－2019年 | 尚帕尼奥勒1981年－2019年 | 尚帕尼奥勒1981年－2019年 | 尚帕尼奥勒1981年－2019年 | 尚帕尼奥勒1981年－2019年 | 尚帕尼奥勒1981年－2019年 | 尚帕尼奥勒1981年－2019年 | 尚帕尼奥勒1981年－2019年 | 尚帕尼奥勒1981年－2019年 | 尚帕尼奥勒1981年－2019年 |
| 月份                     | 1月                      | 2月                      | 3月                      | 4月                      | 5月                      | 6月                      | 7月                      | 8月                      | 9月                      | 10月                     | 11月                     | 12月                     | 全年                     |
| ------------------------ | ------------------------ | ------------------------ | ------------------------ | ------------------------ | ------------------------ | ------------------------ | ------------------------ | ------------------------ | ------------------------ | ------------------------ | ------------------------ | ------------------------ | ------------------------ |
| 历史最高温 °C（°F）      | 18.8 (65.8)              | 19 (66)                  | 23.9 (75.0)              | 27.5 (81.5)              | 31.5 (88.7)              | 35.2 (95.4)              | 36.9 (98.4)              | 36.9 (98.4)              | 31.4 (88.5)              | 28.6 (83.5)              | 21.2 (70.2)              | 18.2 (64.8)              | 36.9 (98.4)              |
| 平均高温 °C（°F）        | 5.5 (41.9)               | 6.6 (43.9)               | 10.6 (51.1)              | 14.9 (58.8)              | 19.1 (66.4)              | 23 (73)                  | 24.4 (75.9)              | 23.7 (74.7)              | 20 (68)                  | 16.4 (61.5)              | 9.2 (48.6)               | 5.7 (42.3)               | 14.9 (58.8)              |
| 日均气温 °C（°F）        | 0.8 (33.4)               | 1.5 (34.7)               | 4.9 (40.8)               | 8.4 (47.1)               | 12.7 (54.9)              | 16 (61)                  | 17.6 (63.7)              | 17 (63)                  | 13.5 (56.3)              | 10.3 (50.5)              | 4.5 (40.1)               | 1.2 (34.2)               | 9 (48)                   |
| 平均低温 °C（°F）        | −3.9 (25.0)              | −3.5 (25.7)              | −0.8 (30.6)              | 1.9 (35.4)               | 6.4 (43.5)               | 9.1 (48.4)               | 10.9 (51.6)              | 10.4 (50.7)              | 6.9 (44.4)               | 4.2 (39.6)               | −0.3 (31.5)              | −3.2 (26.2)              | 3.2 (37.8)               |
| 历史最低温 °C（°F）      | −21.1 (−6.0)             | −23 (−9)                 | −22.8 (−9.0)             | −9.8 (14.4)              | −3.9 (25.0)              | −1.4 (29.5)              | 2 (36)                   | 1.4 (34.5)               | −2.5 (27.5)              | −8.5 (16.7)              | −17.5 (0.5)              | −23.5 (−10.3)            | −23.5 (−10.3)            |
| 平均降水量 mm（）        | 124.9 (4.92)             | 132.9 (5.23)             | 153.9 (6.06)             | 114.4 (4.50)             | 134.4 (5.29)             | 94 (3.7)                 | 120.6 (4.75)             | 137.5 (5.41)             | 105.1 (4.14)             | 157.2 (6.19)             | 157.1 (6.19)             | 142.9 (5.63)             | 1,574.9 (62.00)          |
| 月均日照時數             | 53.8                     | 65.5                     | 173.5                    | 255.5                    | 152.8                    | 145.5                    | 258.8                    | 234.4                    | 210.8                    | 164.4                    | 49.8                     | 44.6                     | 1,809.4                  |
| 来源：infoclimat.fr      |                          |                          |                          |                          |                          |                          |                          |                          |                          |                          |                          |                          |                          |

## 行政区划
尚帕尼奥勒是法国勃艮第-弗朗什-孔泰大区汝拉省的一个市镇，编号为39097。尚帕尼奥勒隶属于隆斯勒索涅区，隶属于汝拉省第二选区，管理尚帕尼奥勒县，同时也是尚帕尼奥勒市镇公共社区的办公驻地。
自2020年起，法国国家统计与经济研究所（简称）在进行数据统计时，将包括尚帕尼奥勒在内的周边共43个市镇划为尚帕尼奥勒辐射区，而在此之前，尚帕尼奥勒曾与周边24个市镇组成的尚帕尼奥勒城市圈。同时，还将尚帕尼奥勒市镇分为了4个“块区”（IRIS），以便于统计人口分布情况。

## 交通

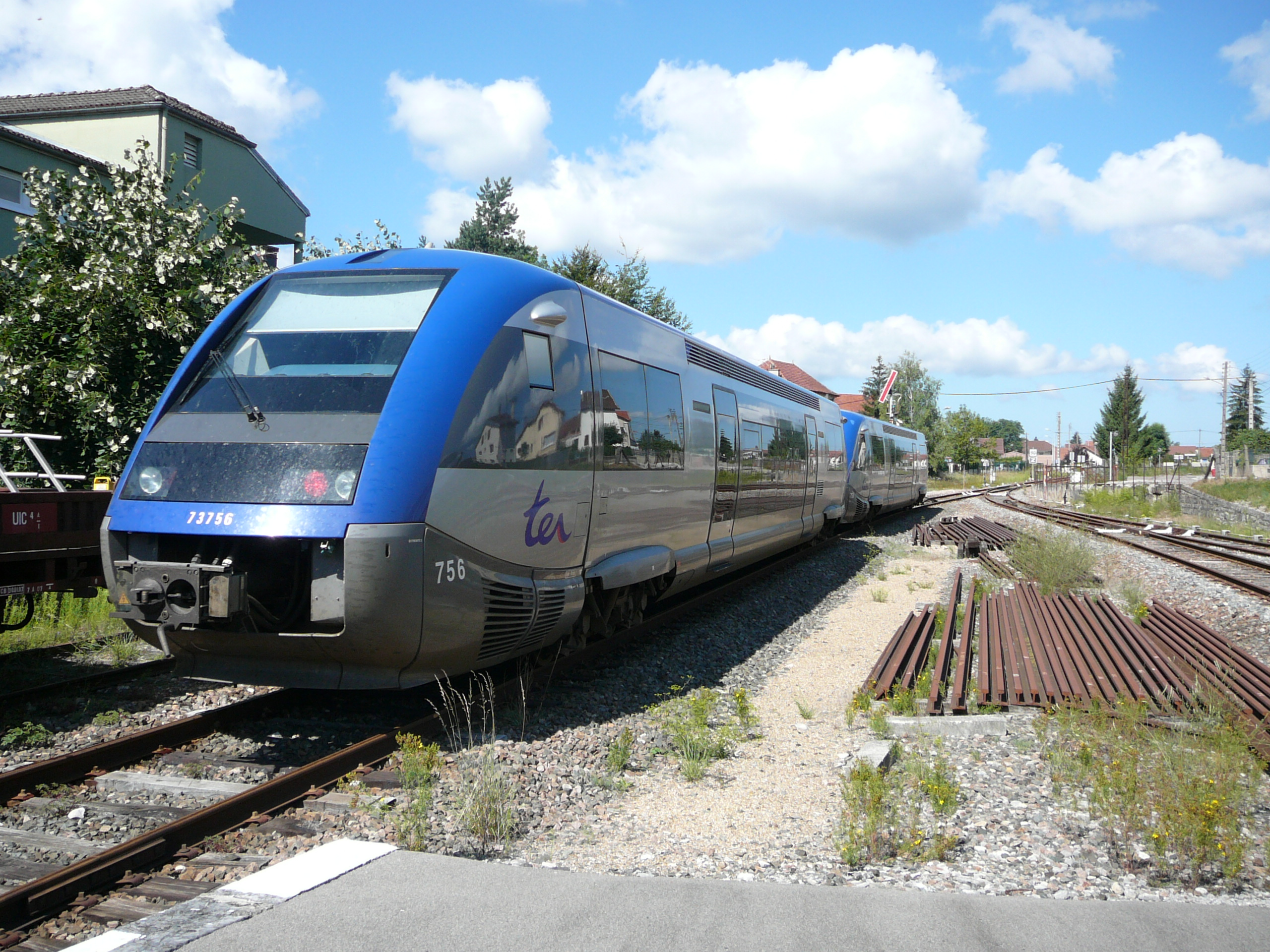
途径尚帕尼奥勒的一辆区域列车

### 公路
法国国道N5线和多条汝拉省省道在尚帕尼奥勒境内交汇。勃艮第-弗朗什-孔泰大区下属的城际客运提供巴士线路，可前往贝桑松、隆斯勒索涅、阿尔布瓦、萨兰莱班等地。
2017年，69.8%的尚帕尼奥勒家庭拥有至少一辆的私人汽车。2018年，尚帕尼奥勒境内共发生各类交通事故1起，造成1人受伤。

### 铁路
山区昂德洛－拉克吕斯铁路经过尚帕尼奥勒并设有两个车站：尚帕尼奥勒站和尚帕尼奥勒保罗-埃米尔·维克多站，两站均停靠往返于多勒和圣克洛德之间的区域列车，部分车次可直达贝桑松。

### 航空
距离尚帕尼奥勒最近的民用航空站为多勒机场，距离尚帕尼奥勒市中心的公路里程约66公里。

### 城市公共交通
尚帕尼奥勒暂无城市公共交通系统。

## 政治

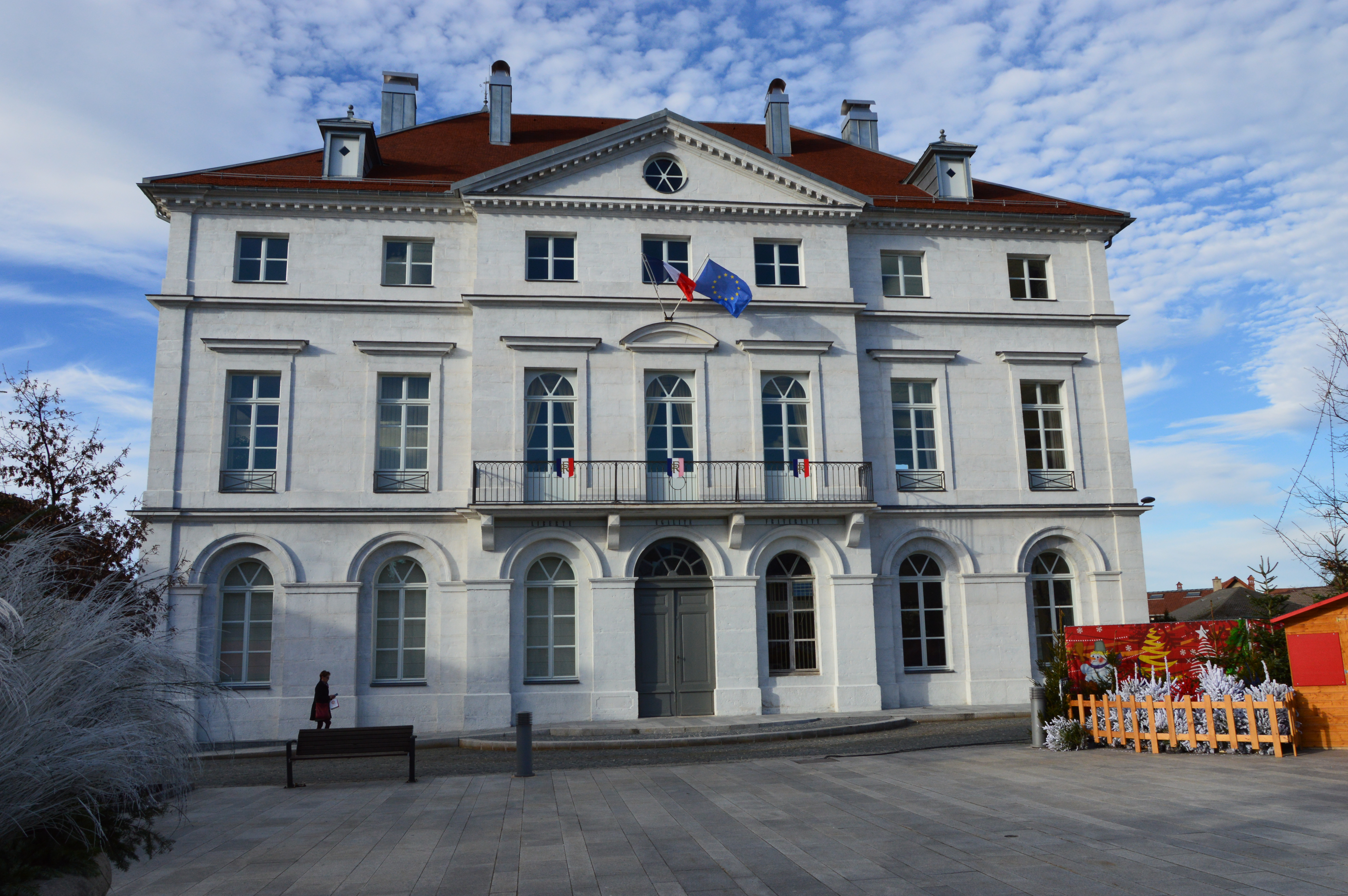
尚帕尼奥勒市政厅

尚帕尼奥勒的现任市长为居伊·萨亚尔先生（Guy Saillard），他是共和党的一名成员，在2020年的市政选举中获得了79.03%的支持率。
在2017年的法国总统大选中，法国第25任总统埃马纽埃尔·马克龙在尚帕尼奥勒获得了64.22%的支持率。
| 尚帕尼奥勒历届市长 |                    |                                         |
| 任期               | 市长               | 党派                                    |
| 1947年－1973年     | 安德烈·索西耶      | SFIO工人国际法国支部 →CDP进步与民主中心 |
| 1973年－1978年     | 保罗·丹宁格        | PS社会党                                |
| 1978年－1983年     | 莫里斯·菲梅-巴多兹 | PS社会党                                |
| 1983年－2008年     | 让·沙罗潘          | RPR保衛共和聯盟 →UMP人民运动联盟        |
| 2008年－2015年     | 克莱蒙·佩尔诺      | UMP人民运动联盟 →LR共和黨               |
| 2015年－           | 居伊·萨亚尔        | LR共和黨                                |

## 人口
2017年，尚帕尼奥勒市镇人口数量为7,958，在法国排名第1,313位。其中男性3,702人，女性4,256人，75岁及以上人口占13.3%，外籍人口数量为1,791人，人口密度为394人/平方公里，当地居民被称为（男性）或（女性）。2018年，尚帕尼奥勒境内出生67人，死亡人口107人。
| 年份   | 1936  | 1946  | 1954  | 1962  | 1968  | 1975   | 1982  | 1990  | 1999  | 2005  | 2010  | 2015  | 2018  |
| ------ | ----- | ----- | ----- | ----- | ----- | ------ | ----- | ----- | ----- | ----- | ----- | ----- | ----- |
| 人口數 | 4,726 | 5,022 | 5,862 | 7,531 | 9,273 | 10,293 | 9,713 | 9,250 | 8,616 | 8,296 | 8,077 | 7,916 | 7,989 |

## 经济
尚帕尼奥勒是一个区域性的中心城市，当地共有各类用人单位1,120家，平均历史为18年，其中98.69%为中小型企业（PME）。（零售）、（零售）及（汽车销售）是当地2019年营业额最高的三个企业，分别为34,732,918欧元、26,920,689欧元和23,052,380欧元。

## 财政收入
2019年，尚帕尼奥勒的财政收入总额为9,353,860欧元，财政支出总额为8,552,660欧元，当年的债务总额为7,963,430欧元。
2015年，尚帕尼奥勒的人均月收入总额为2,024欧元，其中高级职员为3,833欧元，中级职员为2,346欧元，普通职员为1,758欧元。
2017年，尚帕尼奥勒境内的青壮年（15至64岁）失业率为13.9%，当地50.6%的家庭拥有纳税资格。

## 社会事务

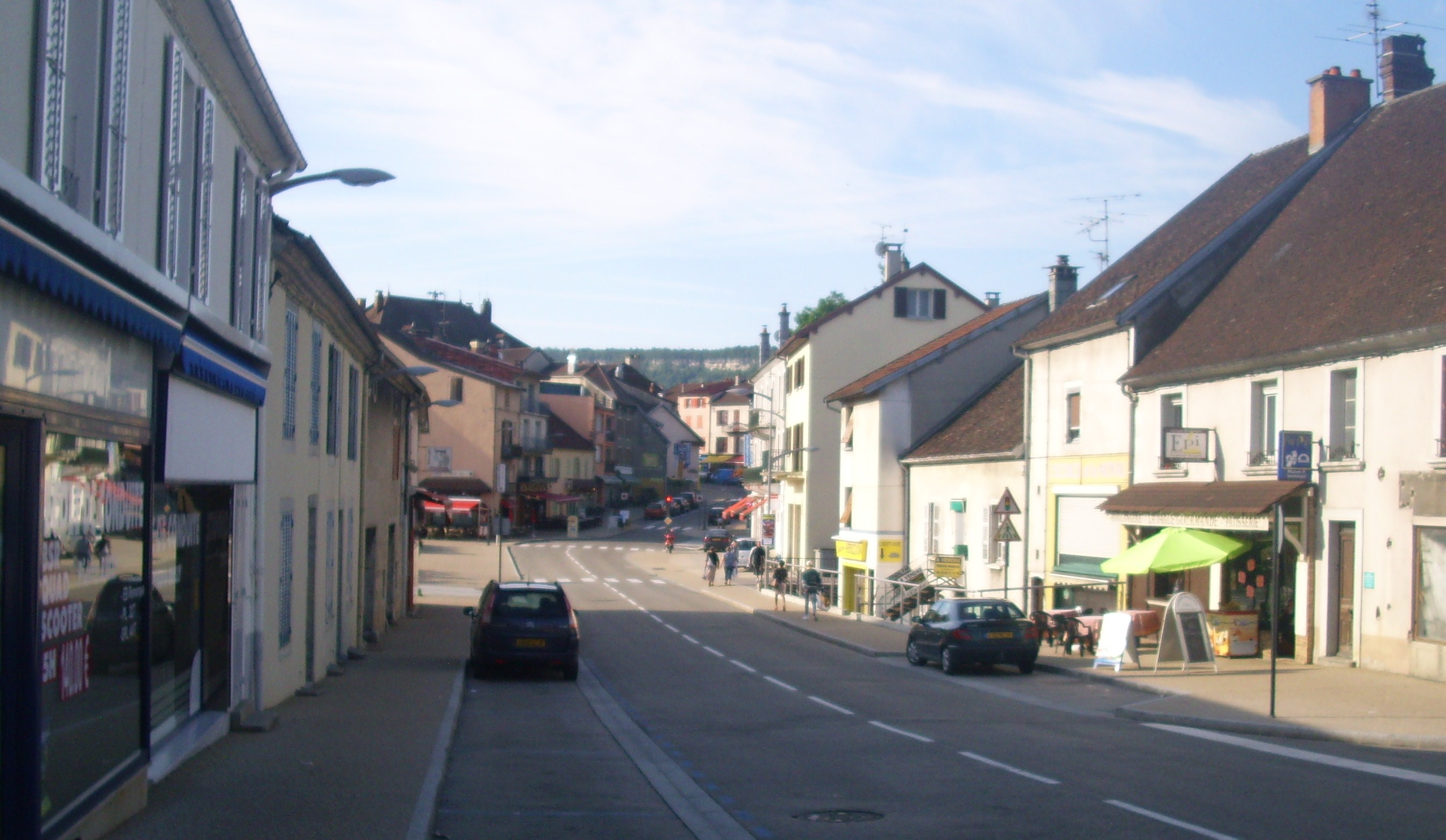
尚帕尼奥勒市中心街景

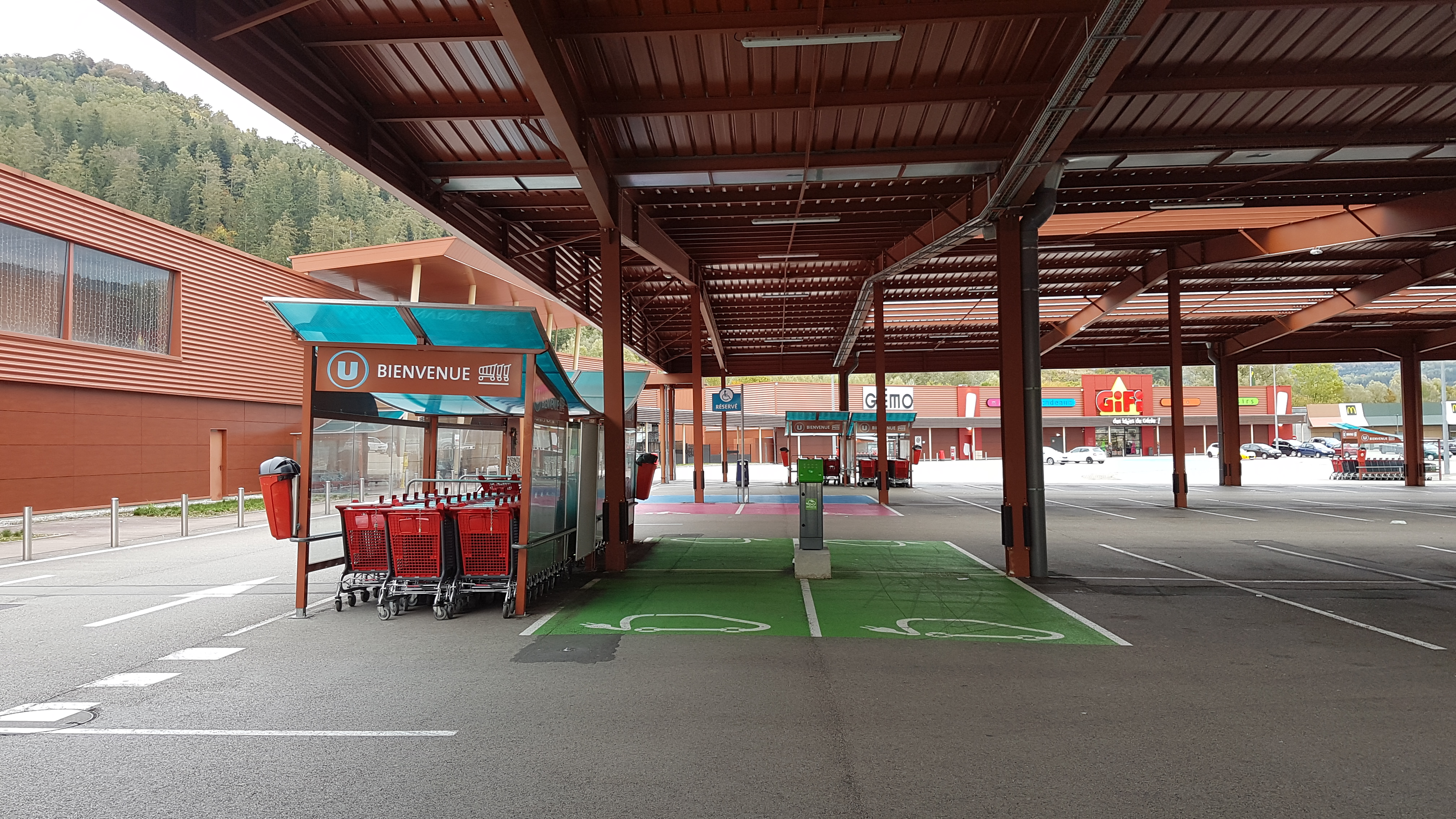
尚帕尼奥勒的一处购物中心停车场

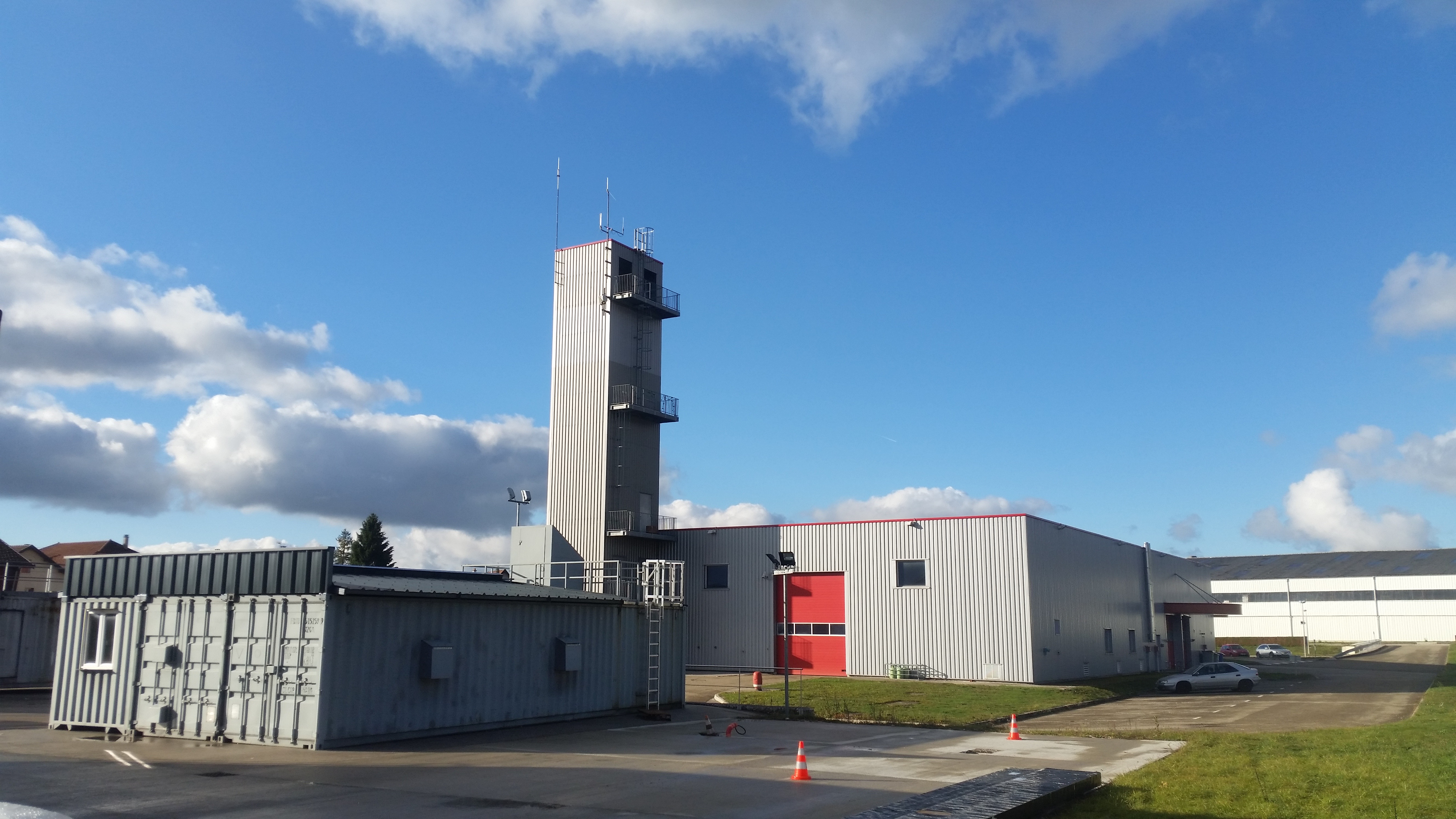
尚帕尼奥勒消防队

### 教育
尚帕尼奥勒属于贝桑松学区。截止2019年1月1日，尚帕尼奥勒境内共有2所幼儿园、3所小学、2所初级中学、2所普通高中和1所职业高中。2018至2019学年度，尚帕尼奥勒境内共有在校中等教育阶段学生1,741名。

### 医疗
截止2019年1月1日，尚帕尼奥勒境内共有全科医生9名、保健师12名、牙医8名、护士16名、眼科医生2名和助产士2名。境内共有药房6家和养老院3家。
尚帕尼奥勒中心是汝拉省中心医院（Centre Hospitalier du Jura）的服务范围，后者是法国的一个区域性医疗机构，在尚帕尼奥勒设有一个病区，设有床位150个，是当地规模最大的公立综合性医院。

### 住房
2017年，尚帕尼奥勒境内共有各类住房4,699套，其中36%为独立式居民区，62.5%为集中式居民区。常住房屋占尚帕尼奥勒市镇范围内居民建筑总量的86.8%。

### 商业
2019年，尚帕尼奥勒境内共有各类实体商铺257家，其中餐厅32家、大型超市8家、杂货店1家、面包房12家、肉铺4家、书店3家、装饰品店2家、银行门店7家、美容美发店23家、汽车维修店15家。市区东北部建有大型开放式商业街区。

### 体育
2019年，尚帕尼奥勒境内共有2家游泳池、3间体育馆、1座综合体育场、8处网球场、1处马术场、5处足球或橄榄球场以及2处篮球或排球场。
尚帕尼奥勒足球俱乐部（F.C. Champagnole）是当地的一支足球队，2020至2021赛季参加汝拉省足球联赛。

### 环境
尚帕尼奥勒的环境事务由其所属的公共社区负责。2019年，尚帕尼奥勒境内共有2家污染企业。

### 治安
2019年，尚帕尼奥勒市镇范围内有1处宪兵队。
2014年，尚帕尼奥勒及附近地区共发生各类案件1,893起，其中盗窃类案件975起，经济类案件421起，毒品交易类案件98起。

## 文化
2019年，尚帕尼奥勒境内共有1家电影院和1家博物馆。尚帕尼奥勒市政府提供多媒体中心，向公众全年开放。

### 建筑
尚帕尼奥勒境内有多处法国国家文物保护单位，其中圣西尔和圣朱莉叶特教堂、尚帕尼奥勒水塔等为当地的代表性建筑物。

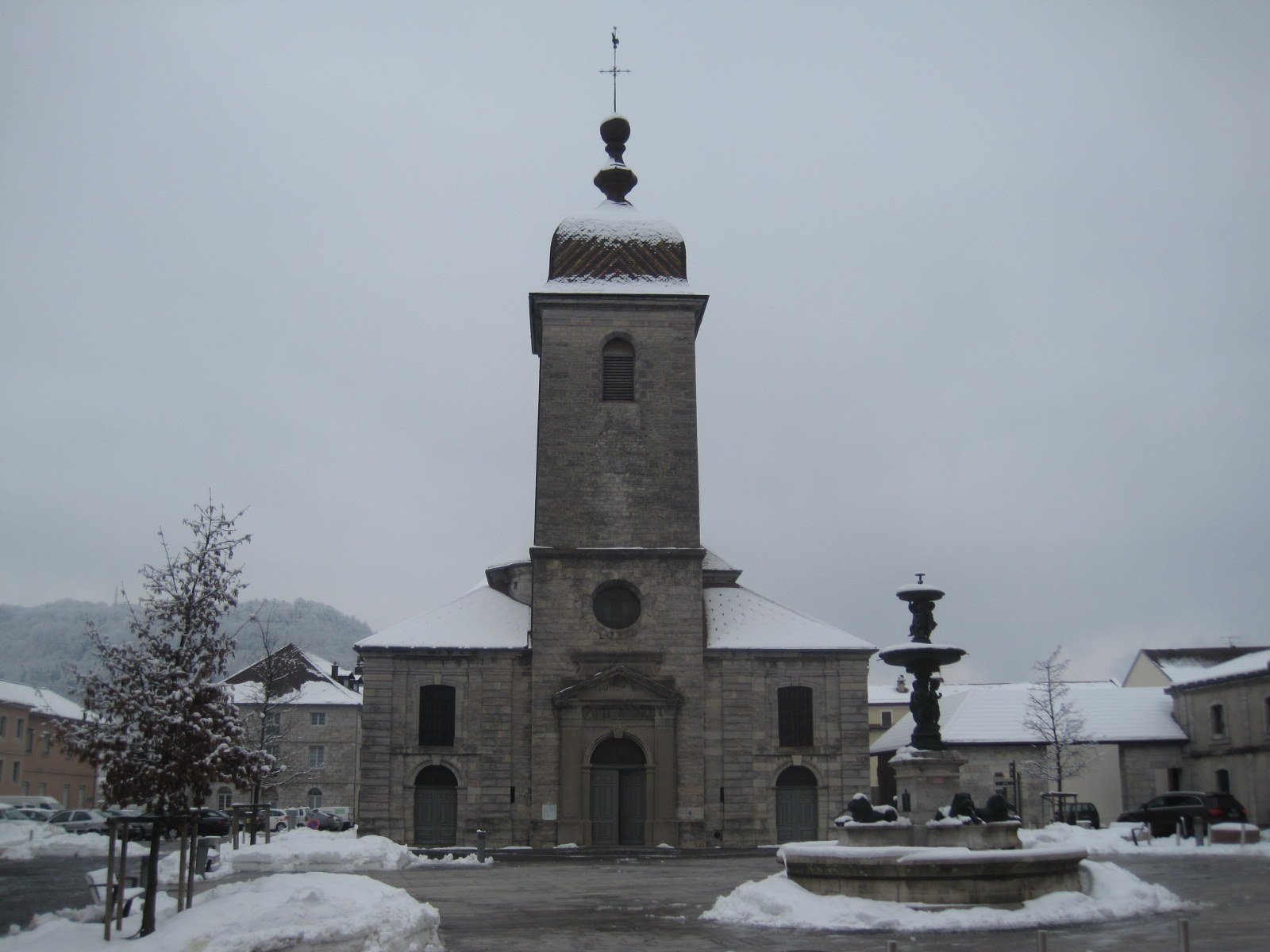
雪中的圣西尔和圣朱莉叶特教堂（法语：Église Saint-Cyr-et-Sainte-Julitte de Champagnole）
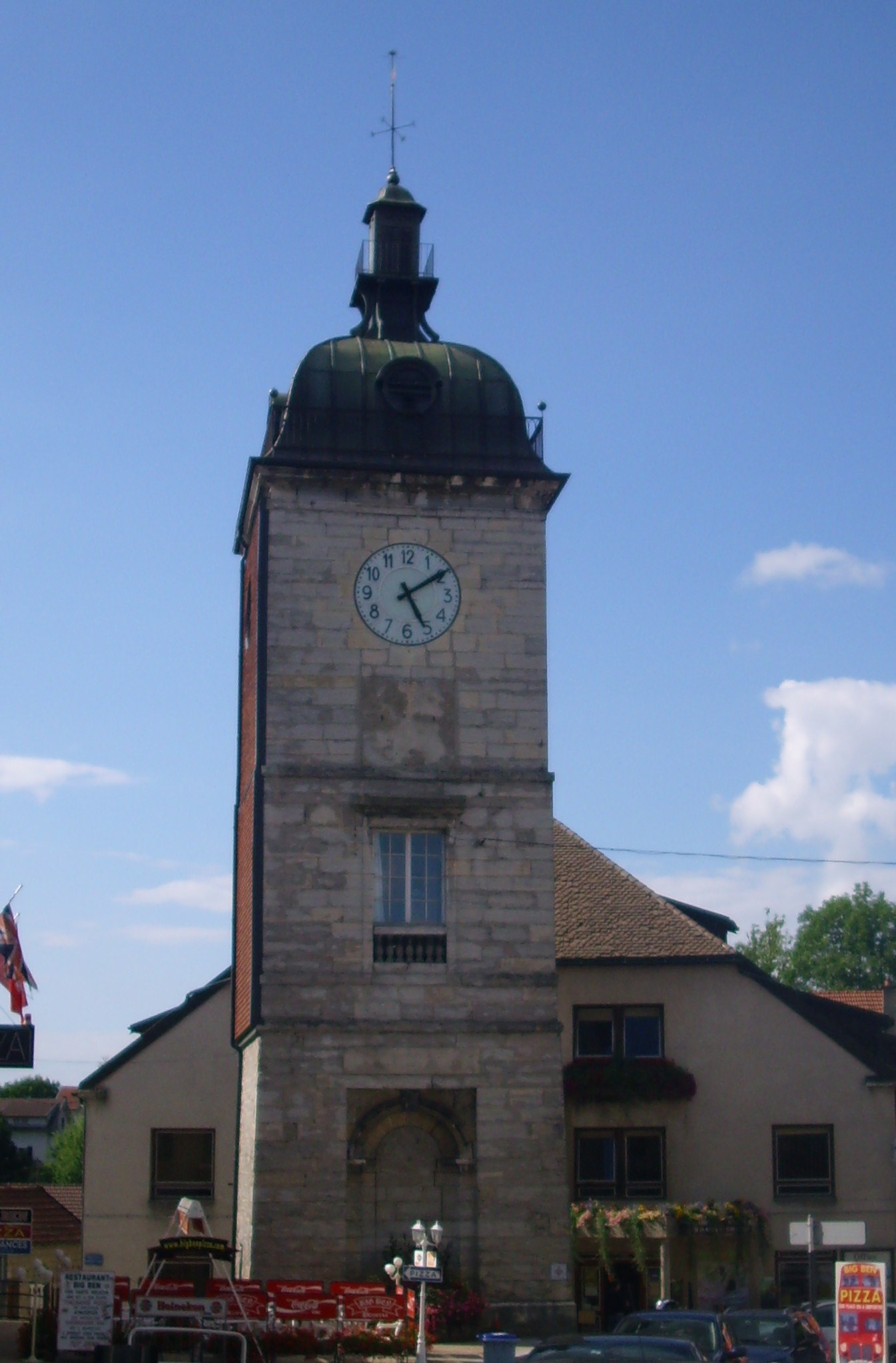
水塔
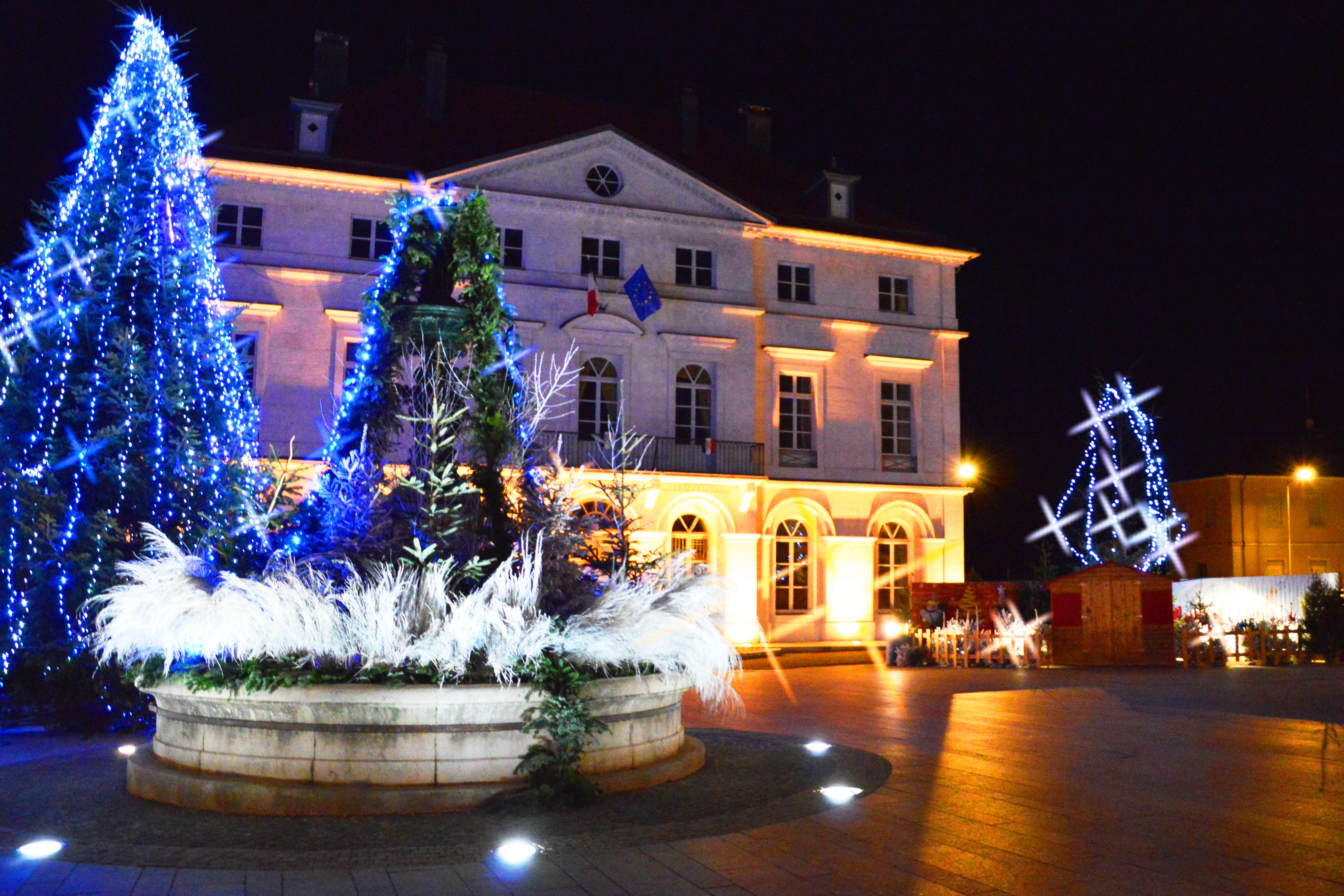
市政厅夜景
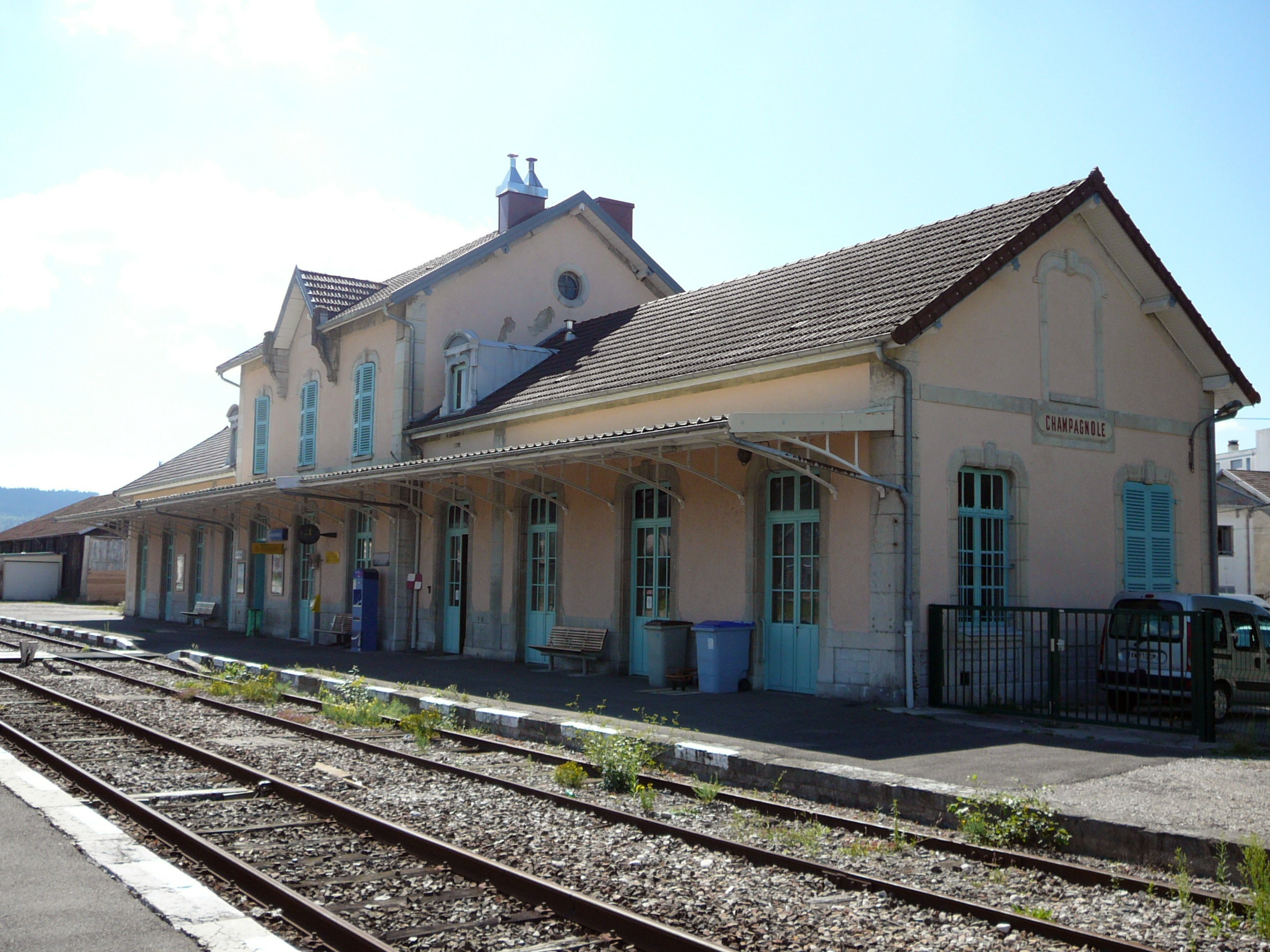
尚帕尼奥勒火车站主站房
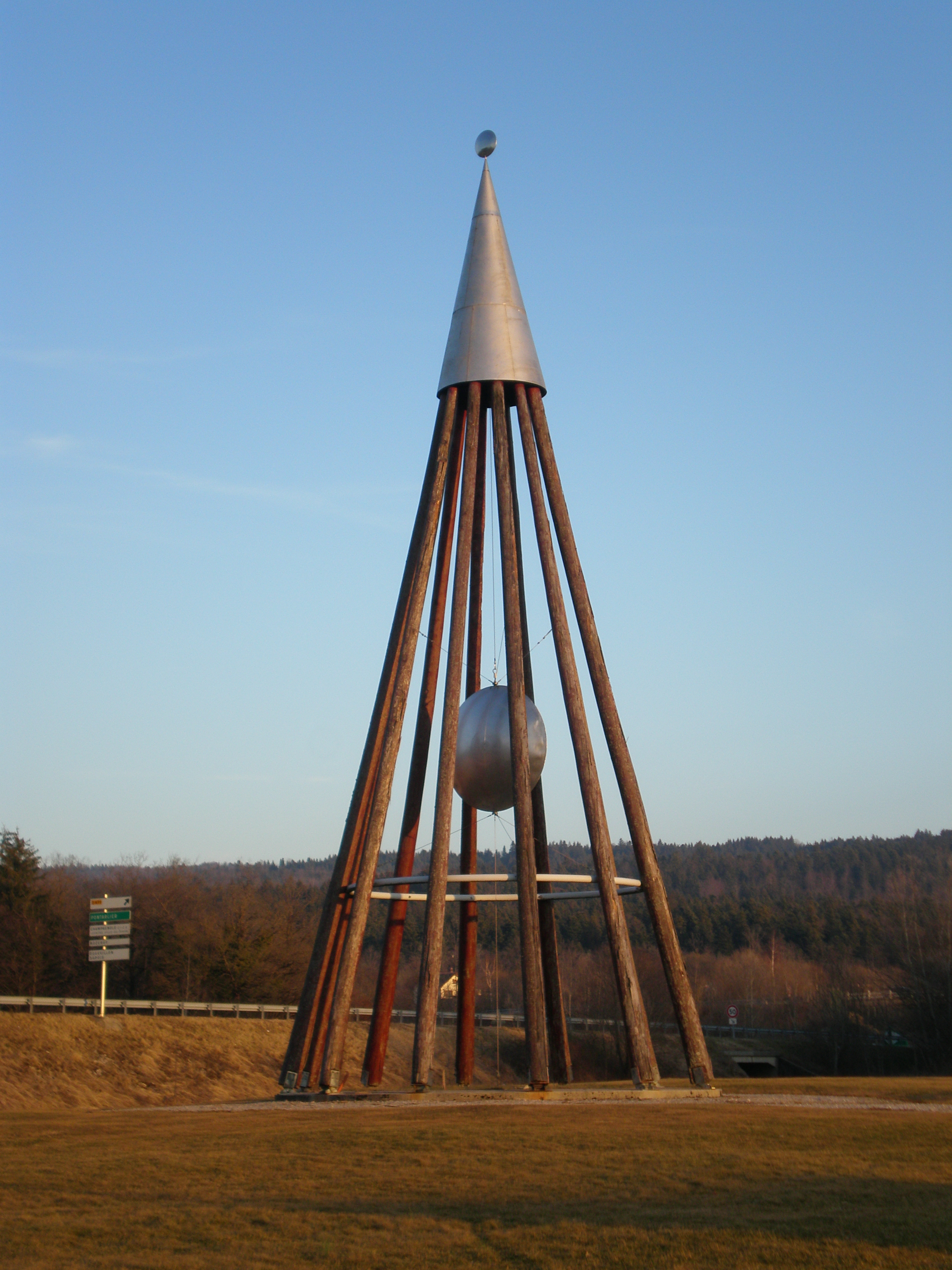
蒙里韦尔峰雕塑

### 旅游
尚帕尼奥勒的旅游事务由其所属的公共社区负责。2020年，尚帕尼奥勒境内共有2家宾馆共计55间房间；另有1个露营地，可容纳共188辆露营车。

### 媒体
法国主要的媒体均可在尚帕尼奥勒接收，法国电视三台下属的勃艮第-弗朗什-孔泰大区频道在部分时段播出尚帕尼奥勒所属区域的地方新闻。

## 相关人物
前尚帕尼奥勒市长及现任汝拉省省长克莱蒙·佩尔诺、法国越野滑雪运动员埃尔韦·巴朗、足球运动员格雷戈里·皮若尔以及冬季两项运动员康坦·菲永·马耶出生于尚帕尼奥勒。

## 友好城市
截至2021年1月，尚帕尼奥勒共与两座城市互为友好城市关系：
- 德国 戈特马丁根
- 英国 杜金菲尔德